# Vydrná
Vydrná (em húngaro: Vidornya) é um município da Eslováquia, situado no distrito de Púchov, na região de Trenčín. Tem 13,44 km² de área e sua população em 2018 foi estimada em 309 habitantes.

## Demografia
| Ano:        | 1994 | 2004   | 2014   | 2024    |
| ----------- | ---- | ------ | ------ | ------- |
| Broj ljudi: | 361  | 346    | 333    | 252     |
| Razlika:    |      | -4,15% | -3,75% | -24,32% |

| Ano:               | 2023 | 2024   |
| ------------------ | ---- | ------ |
| Número de pessoas: | 260  | 252    |
| Diferença:         |      | -3,07% |